# 桂江造船厂
桂江造船厂位于广西壮族自治区梧州市钱鉴路54号。是部属造船企业。

## 历史
1964年中国第三个五年计划决定强力推进三线建设。1964年11月，第六机械工业部决定在广西选点建厂。1965年5月，六机部在梧州钱鉴三棵树建立援越抗美造船基地，命名为六00四工地，由江南造船厂包建。江南造船厂副厂长周志发任负责人。1965年7月动工。1965年夏天，参加建厂义务劳动的梧州一中师生土建挖掘时，发现大量炉渣、坩埚、钱币等物品；经广西文物工作队鉴定属于北宋，抢救性挖掘发现铸钱的炼炉、操作坑、贮水池、小水沟及柱子洞，出土铜钱、铁器、陶瓷器等。1965年12月17日新华社在《人民日报》报道了“梧州市郊发现宋代铸钱工场遗址”的消息，在建厂工地发现了北宋朝廷在广西设置的第一个铸钱监：梧州元丰监。1966年2月一期建成投产。
1969年8月18日，六00四工地扩建为桂江造船厂，由广州造船厂包建。职工1400多人。1970年冬开始建造交通艇、鱼雷快艇、大型高速护卫艇、小型登陆艇等船舶。1978年当地定名钱鉴路。1979年，工厂通过基本建设验收，形成500吨级以下船舶的生产能力。
2006年改制为国有独资有限公司，改名为中船桂江造船有限公司。占地面积43万平方米，江岸线长约1000米。